# (I'll Never Be) Maria Magdalena
(I'll Never Be) Maria Magdalena (talvolta identificata anche più semplicemente come Maria Magdalena) è un singolo della cantante tedesca Sandra, pubblicato nel 1985 dall'etichetta discografica Virgin.

## La canzone
La canzone, tra le più conosciute e di successo della cantante, è stata scritta da Michael Cretu, Hubert Kemmler, Richard W. Palmer-James e Markus Löhr e prodotta dallo stesso Cretu. Era contenuta nell'album di debutto della cantante, The Long Play, da cui è stata estratta come primo singolo, raggiungendo la vetta delle classifiche di numerosi paesi europei.
Negli anni seguenti al successo, la canzone è stata inserita in numerose raccolte della cantante, sia in versione originale che in versione remix e reinterpretazioni.

## Curiosità
La canzone è tornata a riscuotere ulteriore popolarità presso il pubblico giovane italiano nella metà degli anni 2020, a seguito della diffusione e dell'esplosione di un video in cui Al Crown (pseudonimo di Alfredo Crielesi), scrittore romano di sede a Vancouver, esclama "gnæ, viva la fregna ragazzi" (esternazione accompagnata da versi e fischi, probabili omaggi al signor Thomas di Vieni avanti cretino), riprendendosi mentre è al volante, con il brano in questione in sottofondo. 
A seguito del video, un gruppo di ragazzi ha creato la pagina Instagram Vivalafregnadaily, a cui partecipa attivamente anche lo stesso Al, che ogni giorno videosaluta i suoi fan con Maria Magdalena riprodotta in sottofondo, contribuendo in un certo senso ad aumentare la sua popolarità. A inizio 2025 la pagina conta una viva community e 60 mila seguaci.

## Tracce
7" Single (Virgin 107 250)
- Lato A

1. (I'll Never Be) Maria Magdalena – 3:58

- Lato B

1. Party Games (Instrumental) – 3:25

12" Maxi (Virgin 601 755)
- Lato A

1. (I'll Never Be) Maria Magdalena – 7:13

- Lato B

1. Party Games (Instrumental) – 3:25

## Classifiche
| Classifica (1985)  | Posizione raggiunta |
| ------------------ | ------------------- |
| Svizzera           | 1                   |
| Germania           | 1                   |
| Austria            | 1                   |
| Svezia             | 1                   |
| Norvegia           | 1                   |
| Paesi Bassi        | 2                   |
| Italia             | 2                   |
| Francia            | 5                   |
| Regno Unito (1985) | 91                  |
| Regno Unito (1986) | 87                  |